# Debbie Shapiro
Debbie Shapiro Gravitte (* 29. September 1954 in Los Angeles, Kalifornien) ist eine amerikanische Schauspielerin und Sängerin.

## Leben
Debbie Shapiro debütierte am Broadway in dem Stück They’re Playing Our Song (1979–1981). Weitere Rollen spielte sie in Perfectly Frank (1980), Blues in the Night (1982), Zorba (1983–1984) und Les Misérables (1994). Für Jerome Robbins’ Broadway (1989–1990) erhielt sie den Tony Award als beste Nebendarstellerin in einem Musical und wurde für den New York Showstopper Award nominiert.
Mit ihrem Nightclub-Programm trat Shapiro in New York, London und in Atlanta City auf, wo sie Jay Leno, Harry Anderson und George Burns als Gäste begrüßte. Zu ihrem Gesangsrepertoire gehören Songs von Sammy Fain, Paul Francis Webster, Jule Styne, Jerry Herman, Alan Menken und Stephen Sondheim.
In der 8-teiligen CBS-Serie Trial an Error von 1988 hatte sie eine Hauptrolle, es wurden jedoch nur drei Folgen ausgestrahlt. Des Weiteren wirkte sie in der NBC-Serie Pursuit of Happiness sowie den PBS-Produktionen Live from the Kennedy Center, Boston Pops Celebrate Bernstein und Ira Gershwin’s 100th Birthday Celebration (aus der Royal Albert Hall und der Carnegie Hall) mit.
In dem Film Ist sie nicht großartig? (Isn’t She Great; mit Bette Midler) hatte sie 2000 einen Auftritt als Eydie Gormé. Mit dem New York City Ballet trat sie in Peter Martins’ Thou Swell am Lincoln Center auf.

## Privatleben
Seit 1986 ist Shapiro mit dem Schauspieler Beau Gravitte verheiratet.

## Filmografie
- Trial and Error (TV-Serie, 8 Folgen, 1988)
- Arielle, die Meerjungfrau (Zeichentrickfilm, Sprechrolle, 1989)
- Ist sie nicht großartig? (2000)

## Musicalauftritte
Broadway-Produktionen:
- They’re Playing Our Song (1979–1981, Chorstimme)
- Perfectly Frank (1980)
- Blues in the Night (1982, Hauptrolle)
- Zorba (1983/84)
- Jerome Robbins’ Broadway (1989/90)
- Ain't Broadway Grand (1993)
- Les Misérables (1994, Zweitbesetzung)
- Chicago (2003/04, Zweitbesetzung)